# Vedma Dorsa
Vedma Dorsa zijn lage heuvelruggen op de planeet Venus. De Vedma Dorsa werden in 1985 genoemd naar Vedma, een heks uit de Slavische mythologie.
De richels hebben een lengte van 3345 kilometer en bevinden zich in de quadrangles quadrangle Atalanta Planitia (V-4) en Nemesis Tesserae (V-13).